# 뉴질랜드의 HIV/AIDS
뉴질랜드의 HIV/AIDS 감염률은 전 세계의 다른 국가에 비해 비교적 낮아 2020년 기준 508만명의 전 인구 중 3,600명 가량이 HIV에 감염된 상태로 추정된다. HIV 감염률은 1980년대 후반에서 1990년대 초반까지 매년 100년 안팎의 안정세를 보였으나 2000년에서 2005년 사이 급격하게 증가하였다. 이후로는 매년 200여건의 신규 감염자가 나오며 안정화되고 있다. 1985년 뉴질랜드에서 HIV 감염이 보고된 이래 뉴질랜드에서 제일 많은 HIV 감염 원인은 남성 동성간 성적 접촉이다. 감염 원인 2위는 이성간 성적 접촉이지만 남성 동성간 성적 접촉 사례와 달리 이성간 성적 접촉으로 감염되는 사례는 대부분 뉴질랜드 밖에서 감염되어 입국하는 상황이다.
2018년에 뉴질랜드 정부는 HIV 진단을 받은 사람들의 수가 크게 감소했다고 보고했다. 또한 후천면역결핍증후군으로 인한 사망자는 1983년 뉴플리머스에서 처음 기록되었다.